# Prognathodes guyanensis
Prognathodes guyanensis là một loài cá biển thuộc chi Prognathodes trong họ Cá bướm. Loài này được mô tả lần đầu tiên vào năm 1960.

## Từ nguyên
Từ định danh guyanensis được đặt theo tên gọi của Guyane thuộc Pháp, nơi mà mẫu định danh của loài cá này được thu thập (hậu tố ensis biểu thị nơi chốn).

## Phạm vi phân bố và môi trường sống
Từ Bahamas, P. guyanensis được phân bố trải dài về phía nam đến một số các đảo quốc thuộc quần đảo Antilles, Belize và bờ biển Nam Mỹ (nằm trong khoảng từ Venezuela đến bang São Paulo của Brasil); nhiều cá thể của loài này cũng đã được quan sát ở North Carolina (Hoa Kỳ).
P. guyanensis sống trên dọc theo sườn dốc của rạn viền bờ ở vùng nước khá sâu, được tìm thấy ở độ sâu khoảng từ 60 đến ít nhất là 250 m.

## Mô tả
Chiều dài lớn nhất được ghi nhận ở P. guyanensis là 15 cm. P. guyanensis có kiểu hình khá giống với loài chị em Prognathodes aya, màu trắng/vàng nhạt với hai dải đen, từ giữa vây lưng chéo xuống nửa sau vây hậu môn và từ phía trước vây lưng băng qua mắt chéo xuống mõm. Tuy nhiên, P. guyanensis còn có thêm một dải den thứ ba từ vây lưng sau chéo xuống nửa trên cuống đuôi.
Số gai ở vây lưng: 13; Số tia vây ở vây lưng: 19; Số gai ở vây hậu môn: 3; Số tia vây ở vây hậu môn: 15; Số tia vây ở vây ngực: 13–14; Số gai ở vây bụng: 1; Số tia vây ở vây bụng: 5.

## Sinh thái học
Thức ăn của P. guyanensis chủ yếu là các loài thủy sinh không xương sống nhỏ, nhưng chúng cũng có thể ăn cả hải miên (bọt biển) và tảo sợi.

## Thương mại
P. guyanensis hiếm khi được thu thập trong ngành thương mại cá cảnh vì chúng sống ở vùng nước rất sâu. Nếu có, loài này được bán với giá khoảng 1.500 USD một con.